# چینگ سیاو-تونگ
چینگ سیاو-تونگ (چینی: 程小東؛ زادهٔ ۳۱ اکتبر ۱۹۵۳) کارگردان فیلم و طراح صحنه‌های اکشن و رزمی اهل چین است.

## گزیدهٔ آثار

### کارگردان
- جادوگر و مار سفید (۲۰۱۱)
- یک ملکه و رزمندگان (۲۰۰۸)
- مأموریت در تایلند (۲۰۰۳)
- دکتر وای (۱۹۹۶)
- شمشیرزن ۲ (۱۹۹۲)

### طراح صحنه‌های اکشن و رزمی
- کریش ۳ (۲۰۱۳)
- به نام پادشاه: داستان محاصره سیاه‌چاله (۲۰۰۸)
- نفرین گل طلایی (۲۰۰۶)
- کریش (۲۰۰۶)
- خانه خنجرهای پران (۲۰۰۴)
- قهرمان (۲۰۰۲)
- فوتبال شائولین (۲۰۰۱)
- اژدهای دوقلو (۱۹۹۲)
- فردایی بهتر ۲ (۱۹۸۷)

### بازیگر
- بیا و با من پیکی بزن (۱۹۶۶)